# 寺田隆造
寺田 隆造（てらだ りゅうぞう、1874年（明治7年） - 1949年（昭和24年）は、六郷町の町長。秋田県仙北郡六郷町（現美郷町）の郷土開拓者。

## 来歴
寺田家の10代目として、土崎港で生まれた。父は又四郎。1854年（嘉永7年）に祖父の利業は、秋田藩により海岸防備の命を受け、船越村（現在の秋田県男鹿市）へ一家で移転させられた。寺田家初代の利光の六郷移住から、202年目のことで、1858年（安政5年）には船越村から、土崎港へ転居。そのため、隆造は学生時代を秋田町（秋田市）で過ごした。1896年（明治29年）の六郷地震の時、母と共に土崎を離れ、六郷に移住し、同年の暮れに結婚。
六郷に来てからは新農作物の試作、養鶏養蚕（ようけいようさん）などを試行。石川理紀之助翁等の営農指導を受け、学術書等からは先進農業や行政学を学んだ。1927年（昭和2年）からは後藤宙外の後を継ぎ、三期に渡り、六郷町の町長を歴任。1931年（昭和6年）には県下に誇るモダンな六郷小学校の校舎を建設。1932年には町内7000メートルの消火水道管網の工事、1934年には鞠子川に灌漑（かんがい）水分配設備（分水工）を設け、多年の水争いを解消するなど、町の懸案事業を次々と成し遂げた。

## エピソード
- 同町の作家である小杉天外とは、終生深い交流があり、寺田家は、晩年、生家をなくした天外の宿泊先になっていた。
- 寺田家の初代は利光。8代・利業、9代・又四郎、10代・隆造だという。
- 隆造の姉・トメは片野重脩の母、片野饗一の祖母である。